# Milnesium longiungue
Milnesium longiungue är en djurart som tillhör fylumet trögkrypare, och som beskrevs av Denis Tumanov 2006. Milnesium longiungue ingår i släktet Milnesium och familjen Milnesiidae. Inga underarter finns listade i Catalogue of Life.